# Jochroa chlorogastra
Jochroa chlorogastra là một loài bướm đêm trong họ Noctuidae.